# Episodi di Angela's Eyes
La prima e unica stagione della serie televisiva Angela's Eyes, composta da 13 episodi, è stata trasmessa sul canale statunitense Lifetime dal 16 luglio al 15 ottobre 2006. In Italia è stata trasmessa su Canale 5 dal 6 luglio al 21 settembre 2008.
| nº | Titolo originale   | Titolo italiano    | Prima TV USA      | Prima TV Italia   |
| -- | ------------------ | ------------------ | ----------------- | ----------------- |
| 1  | Pilot              | Occhio attento     | 16 luglio 2006    | 6 luglio 2008     |
| 2  | Eyes for Windows   | Occhi indiscreti   | 23 luglio 2006    | 6 luglio 2008     |
| 3  | In God's Eyes      | L'occhio di Dio    | 30 luglio 2006    | 20 luglio 2008    |
| 4  | Eyes of the Father | Occhio fraterno    | 6 agosto 2006     | 27 luglio 2008    |
| 5  | Undercover Eyes    | Occhi bendati      | 13 agosto 2006    | 27 luglio 2008    |
| 6  | Political Eyes     | Occhi gelosi       | 20 agosto 2006    | 2 agosto 2008     |
| 7  | Open Your Eyes     | Apri gli occhi     | 27 agosto 2006    | 9 agosto 2008     |
| 8  | Blue-Eyed Blues    | Occhi nel panico   | 10 settembre 2006 | 16 agosto 2008    |
| 9  | Lyin' Eyes         | Occhio al passato  | 17 settembre 2006 | 23 agosto 2008    |
| 10 | Eyes Wide Shut     | Con occhi diversi  | 24 settembre 2006 | 30 agosto 2008    |
| 11 | In Your Eyes       | Nei tuoi occhi     | 1º ottobre 2006   | 13 settembre 2008 |
| 12 | The Camera's Eye   | Occhio fotografico | 8 ottobre 2006    | 14 settembre 2008 |
| 13 | Eyes on the Prize  | Occhi nemici       | 15 ottobre 2006   | 21 settembre 2008 |

## Occhio attento
- Titolo originale: Pilot
- Diretto da: Michael Watkins
- Scritto da: Dan McDermott

### Trama
Angela ritrova la moglie scomparsa di un miliardario e scopre un piano per estorcere denaro al marito con l'aiuto di una ragazza che finge di essere sua figlia. La relazione di Angela col nuovo fidanzato Peter è minacciata dalla poca fiducia che la ragazza ripone nelle persone. Infine una visita di Angela al padre in prigione, porta la ragazza a recuperare la capsula del tempo di famiglia: la ragazza scopre però che è stata recentemente rimossa dal nascondiglio nel bosco.

## Occhi indiscreti
- Titolo originale: Eyes for Windows
- Diretto da: Milan Cheylov
- Scritto da: Dan McDermott

### Trama
Angela abbandona Peter al matrimonio di una sua amica per salvare un'annunciatrice televisiva da un presunto molestatore. Frustrato dalla natura sospettosa della ragazza, Peter tronca la relazione. Jerry, il fratello cerca-guai di Angela che ritiene i loro genitori innocenti, fa un'inaspettata visita alla sorella.

## L'occhio di Dio
- Titolo originale: In God's Eyes
- Diretto da: Rick Rosenthal
- Scritto da: Tom Nunan e Scott Shepherd

### Trama
Solitamente Angela non ha problemi ad interrogare testimoni e sospetti, ma si trova in difficoltà nell'interrogare un prete che sta coprendo qualcuno. Lidya è malata e ha bisogno del midollo osseo della figlia per sopravvivere: ciò provoca in Angela un'indecisione sulla decisione migliore da prendere.

## Occhio fraterno
- Titolo originale: Eyes of the Father
- Diretto da:
- Scritto da:

### Trama
Mentre è in ospedale per il trapianto di midollo osseo, Angela incontra uno stagista medico e si baciano. Angela è sorpresa di vedere il suo capo Gene e sua madre incontrarsi nella stanza d'ospedale, che quest'ultimo mantiene dei segreti.

## Occhi bendati
- Titolo originale: Undercover Eyes
- Diretto da: Chris Grismer
- Scritto da: Jessica Queller

### Trama
Angela si infiltra come supplente in una scuola superiore per sventare un giro di droga, cercando di fare ammenda con Gene, anche se non è ancora onesto riguardo alle sue visite a sua madre.

## Occhi gelosi
- Titolo originale: Political Eyes
- Diretto da:
- Scritto da:

### Trama
Angela trascorre il suo compleanno alla ricerca di un noto cantante lirico scomparso. Dylan aspetta pazientemente di passare del tempo con lei; le fa un regalo di compleanno. Più tardi suo fratello Jerry arriva con la capsula del tempo di famiglia.

## Apri gli occhi
- Titolo originale: Open Your Eyes
- Diretto da:
- Scritto da:

### Trama
La squadra affronta uno dei loro incarichi più pericolosi: è di recuperare un virus mortale tenuto in ostaggio. Angela incontra l'uomo misterioso del passato dei suoi genitori, ma si scopre che stavano lavorando con il governo degli Stati Uniti per proteggere i disertori russi, ma viene ucciso prima che abbia la possibilità di dimostrarlo.

## Occhi nel panico
- Titolo originale: Blue-Eyed Blues
- Diretto da:
- Scritto da:

### Trama
Angela aiuta a liberare un'adolescente rapita, ma la vittima è riluttante a identificare il suo rapitore, ma Angela si rende conto che la ragazza è ancora sotto l'incantesimo del suo rapitore e riesce a impedirle di diventare un attentatore rapita.

## Occhio nel passato
- Titolo originale: Lyin' Eyes
- Diretto da:
- Scritto da:

### Trama
Angela viene aggredita e ferita gravemente, mentre lotta per sopravvivere, i flashback mostrano il suo reclutamento all'FBI e il suo primo caso, in cui usa la sua capacità di lettura del corpo per vincere a poker.

## Con occhi diversi
- Titolo originale: Eyes Wide Shut
- Diretto da:
- Scritto da:

### Trama
L'amico di Leo, un agente di polizia sotto copertura, viene ucciso. Mentre Angela è preoccupata per il compagno scomparso.

## Nei tuoi occhi
- Titolo originale: In Your Eyes
- Diretto da:
- Scritto da:

### Trama
L'amico di Angela, nonché un mago tecnico, è a bordo di un aereo dirottato e deve gestire la negoziazione. Angela affronta Lydia riguardo alle sue bugie.

## Occhio fotografico
- Titolo originale: The Camera's Eye
- Diretto da:
- Scritto da:

### Trama
Angela viene coinvolta nel mondo dell'arte quando un noto artista viene ucciso e uno dei suoi dipinti viene rubato. Mentre Jerry cerca di decifrare i documenti russi ma poi vengono rubati.

## Occhi nemici
- Titolo originale: Eyes on the Prize
- Diretto da:
- Scritto da:

### Trama
I documenti russi sembrano essere collegati all'omicidio di un noto faccendiere locale. Angela spera di conoscere finalmente la verità dei suoi genitori.